# Eksplozija v Oppauu
Eksplozija v mestu Oppau se je zgodila 21. septembra 1921, ko je shranjevalni stolpni silos, ki je shranjeval 4,500 ton mešanice amonijevega sulfata in amonijevega nitrata, eksplodiral v BASF-ovi tovarni v mestu Oppau (sedanjem delu mesta Ludwigshafen, v Nemčiji). V eksploziji je umrlo 500–600 
ljudi,več kot 2,000 ljudi pa je bilo poškodovanih.
Tovarna je začela s proizvajanjem amonijevega sulfata že leta 1911, vendar je med 1. svetovno vojno, ko Nemčija ni mogla priskrbeti potrebnega žvepla, pričela poleg amonijevega sulfata proizvajati tudi amonijev nitrat. Amonijak so lahko pridelovali brez potrebe po prekomorskih sestavinah, z uporabo Haberjevega procesa.
V primerjavi z amonijevim sulfatom, je amonijev nitrat močno higroskoptičen, tako se je mešanica amonijevega sulfata in amonijevega nitrata, stisnjena skupaj pod pritiskom lastne teže, spremenila v mavcu podobno snov v 20m visokem silosu. Delavci so s krampi poskušali snov spraviti ven iz silosa, kar se je izkazalo za zelo problematično situacijo saj delavci niso mogli vstopiti v silos in tvegati da bi bili zasuti s padajočim gnojilom.
Da bi si olajšali delo, so delavci uporabili majhne naboje dinamita, da bi 
zmehčali nastalo snov. Postopek je bil preizkušen popolnoma eksperimentalno in je veljal za 
varnega; takrat še ni bilo znano, da je amonijev nitrat eksploziven. 
Nič neobičajnega se ni zgodilo med predvidenimi 20,000 sprožitvami, dokler ni prišlo do 
usodne eksplozije 21. septembra. Vsi vpleteni v eksplozijo so umrli v eksploziji, tako da vzrok eksplozije še danes ni znan. Ena izmed teorij je, da se je 
mešanica snovi spremenila, tako je bila v snovi prisotna višja koncentracija amonijevega nitrata, kar je povzročilo eksplozijo.

## Razsežnost eksplozije
Eksplozija je bila ocenjena na približno vrednost enakovredni 1-2 kilotone TNT-ja in jo je bilo slišati kot glasen pok v več kot 300 km oddaljen München. Tlačni val je odkrival strehe v razdlji 25 kilometrov od eksplozije in uničeval okna na stavbah, ki so bile oddaljene celo dlje od 25 kilometrov. V Heidelbergu (30 kilometrov oddaljenemu kraju od Oppaua), so morali zaradi razbitega stekla na ulicah zaustaviti ves promet.
Okoli 80 procentov zgradb v mestu Oppau je bilo uničenih in 6.500 ljudi je ostalo brez strehe nad glavo. Na mestu eksplozije je nastal krater, velikosti 19 krat 125 m,ter globine 19 metrov.
Škoda je bila ocenjena, v New York Times-u, leta 1922 na takratnih 321 milijonov mark.
Po nekaterih opisih,naj bi eksplodiralo le 450 ton,od 4.500 ton zmesi, katera je bila shranjena v silosu.